# Эльстер, Эрнст
Эрнст Август Эдуард Якоб Эльстер (нем. Ernst August Eduard Jakob Elster; 26 апреля 1860, Франкфурт — 6 октября 1940, Марбург) — немецкий писатель, литературовед и германист; профессор и ректор Марбургского университета.

## Биография
В 1879 году Эрнст Эльстер окончил школу Святого Фомы в Лейпциге в которой учился и его старший брат Людвиг Герман Александр. С 1879 по 1884 год он изучал юриспруденцию, экономику, и филологию в Тюбингене, Йене, Лейпциге и Берлине. В 1884 год в Лейпцигском университете он, под руководством Фридриха Царнке стал кандидатом филологических наук, защитив диссертацию о Лоэнгрине («Beiträge zur Kritik des Lohengrin»). В 1888 году Эльстер в том же университете стал доктором наук в области немецкого языка и литературы, написав диссертацию о драматической поэме «Дон Карлос». 
С 1886 по 1888 год Эльстер являлся лектором в университете Глазго.
С 1888 по 1892 год Эльстер состоял приват-доцентом в области немецкого языка и литературы на факультете искусств Лейпцигского университета, а в период с 1892 по 1895 — экстраординарным профессором. В 1895 году Эльстер перешел на аналогичную должность в Марбургский университет, где в 1904 стал полным профессором современного немецкого языка и литературы, отклонив в 1903 году предложение переехать в Лондон; состоял на данном посту до 1928 года (его преемником стал Гарри Майнц).
Перед Первой мировой войной, в 1914 году, Эльстер был приглашенным профессором в американском Корнеллском университете в Итаке. Занимая должность заведующего кафедры в Марбурге и являясь председателем Немецкой ассоциации германистов с 1912 по 1922 год, Эльстер внес вклад в подготовку учителей немецкого языка. Во время мировой войны, являясь в 1915/1916 годах ректором университета в Марбурге, он выступал с националистических позиций, но поддержал республику в 1918—1919 годах. Состоя редактором собрания сочинений Генриха Гейне, Эльстер держал дистанцию от антисемитизма. Однако, 11 ноября 1933 года Эрнст Эльстер был среди более 900 ученых и преподавателей немецких университетов и вузов, подписавших «Заявление профессоров о поддержке Адольфа Гитлера и национал-социалистического государства».

## Работы
Эрнст Эльстер активно использовал психологические концепции и модели Вильгельма Вундта при анализе литературного стиля авторов. Основные результаты использования данного подхода в литературоведении были опубликованы во втором томе работы «Принципы литературоведения» (Prinzipien der Literaturwissenschaft):
- (Hrsg.): Heinrich Heines sämtliche Werke, 7 Bde., Leipzig 1890.
- (Hrsg.): Beiträge zur deutschen Literaturwissenschaft (1907—1931).
- Prinzipien der Literaturwissenschaft, 2 Bde., Halle 1897/1911.
- Die Heine-Sammlung Strauß, ein Verzeichnis. Elwert, Marburg 1929